# NGC 4229
NGC 4229 (również PGC 39341 lub UGC 7299) – galaktyka soczewkowata (S0), znajdująca się w gwiazdozbiorze Psów Gończych. Odkrył ją William Herschel 2 stycznia 1786 roku.